# Seznam kouzelných předmětů z Harryho Pottera
Zde je seznam některých kouzelných předmětů z knih Harry Potter od J. K. Rowlingové.

## Bleskobrk
Bleskobrk (anglicky Quick Quotes Quill) je očarovaný psací brk. Normální bleskobrk píše to, co mu kouzelník nadiktuje. Objevil se v knize/filmu Harry Potter a Ohnivý pohár, kde patřil dopisovatelce Denního věštce Ritě Holoubkové. Její jedovatě zelený bleskobrk byl ovšem očarovaný, aby psal vše tak, jak se to líbilo Ritě Holoubkové. Často tedy překrucoval pravdu nebo „dělal z komára velblouda“.

## Bradavický expres

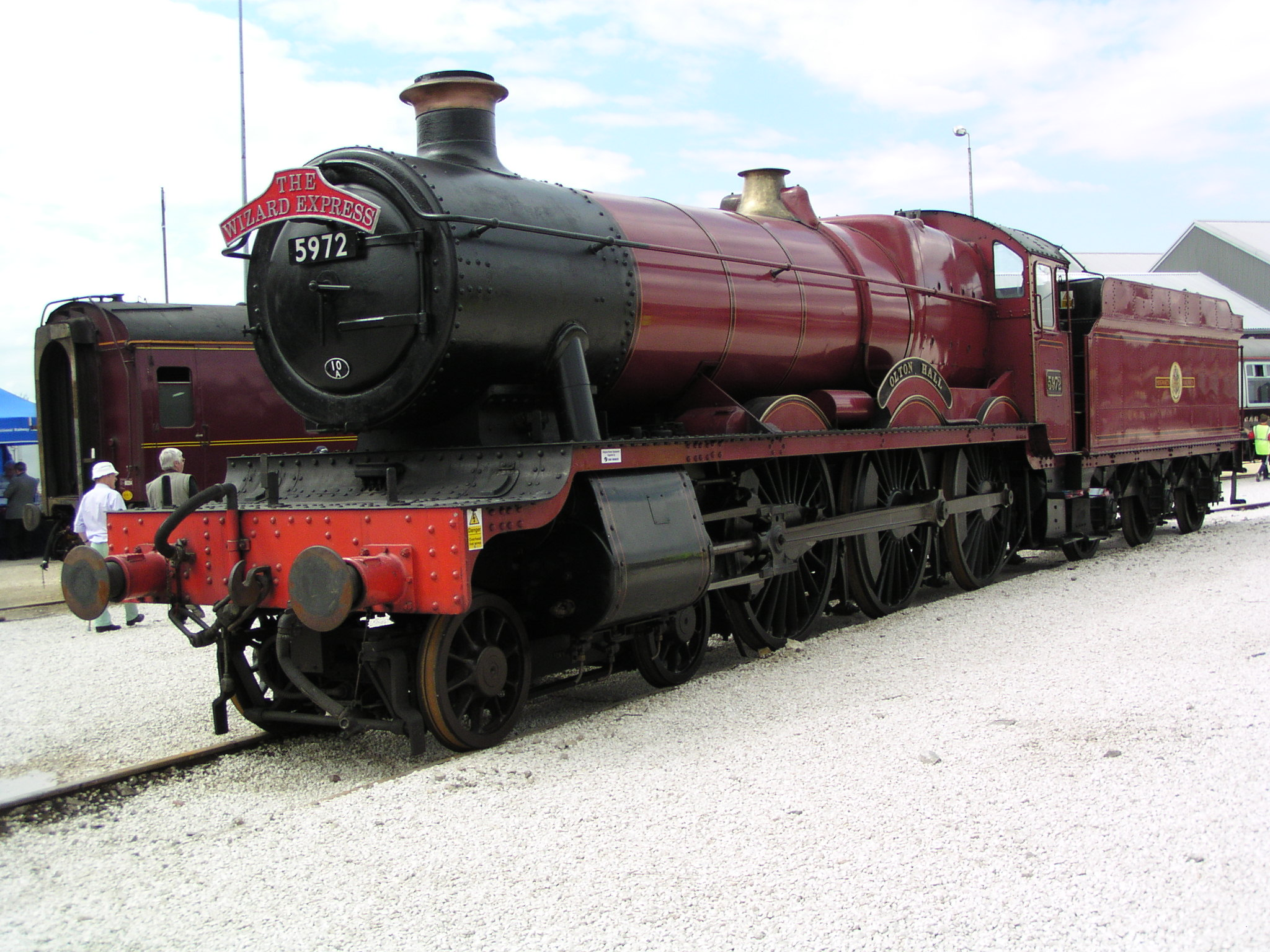
Bradavický expres – parní lokomotiva GWR 4900 č. 5972 „Olton Hall“

Bradavický expres je zářivě červená parní souprava dopravující každoročně studenty do Školy čar a kouzel v Bradavicích a na konci školního roku a o vánočních prázdninách zpět. Vyjíždí vždy 1. září přesně v 11:00 z londýnského nádraží King's Cross z nástupiště devět a tři čtvrtě. Ve filmu je lokomotiva červená jen z části.

## Čidlo tajností
Čidlo tajností je čidlo vypadající jako pokroucená zlatá televizní anténa se rozkmitá vždy, když zjistí, že někdo něco zatajuje nebo lže. V knize Harry Potter a Ohnivý pohár měl čidlo Alastor Moody, respektive Bartemius Skrk a v knize Harry Potter a princ dvojí krve Filch jím kontroloval, zdali nejsou do školy pašovány nepovolené předměty. Čidlo v Bradavicích stále bzučelo, protože studenti všude kolem lžou, proč nepřinesli své úkoly, vysvětloval Moody Harrymu.

## Čokoládové žabky
Čokoládové žabky jsou očarované žabky z čokolády. Chovají se jako normální živé žáby, ovšem chutnají čokoládově. V krabičce, v níž jsou zabaleny a která má tvar pětiúhelníku, je přiložena karta se slavným kouzelníkem. Poprvé se objevily v knize/filmu Harry Potter a Kámen mudrců. Čokoládové žabky patří k oblíbeným kouzelnickým sladkostem. (V prvním díle Harrymu žabka vyskočila ve vlaku z okna.)

## Denní věštec
Denní věštec jsou kouzelnické noviny. Většina kouzelníků a čarodějek si kupuje Věštce, protože si myslí, že je lepší než například Jinotaj se šéfredaktorem Xenofiliem Láskorádem (otcem Lenky Láskorádové). Je známo, že Věštec někdy píše hlouposti, hlavně když je autorkou zvláštní dopisovatelka Rita Holoubková. Hermiona si kvůli tomu předkoupila Věštce, aby dřív věděla, zda Rita napsala něco špatného o Harrym nebo o ní. Když se ujal moci Lord Voldemort, Věštec se mu podřídil – psal jen to, co on chtěl.

## Hulák
Hulák (anglicky Howler) je to nejnepříjemnější, co může student na snídani dostat. Je to zářivě rudá obálka, která když se neotevře tak vybuchne. Nejde ji jen tak přečíst, jelikož obsahuje jisté kouzlo, které kouzlem zesílí hlas odesílatele, a je tak slyšet široko daleko. Poprvé se objevil ve druhém díle, kde jej získal Ron za to, že do Bradavic přiletěli létajícím autem pana Weasleyho. Ve třetím díle pošle jeden Nevillovi jeho babička za to, že ztratil lístek s hesly do Nebelvírské věže, a umožní tak Siriusovi, aby se do ní vloupal. Naposled se objeví v pátém díle, kde jednoho pošle Albus Brumbál tetě Petunii s textem Pamatuj na posledně, Petunie, protože strýc Vernon chtěl Harryho vyhodit z domu a tak chtěl Petunii připomenout dohodu, kterou uzavřeli, když si vzali Harryho k sobě.

## Letaxová síť
Letaxová síť je jedna z možností, jak cestovat. Spočívá ve vhození letaxového prášku do krbu a poté co se v krbu se objeví smaragdově zelený oheň, kouzelník vstoupí do krbu, vysloví jasně a nahlas název místa, kam chce přemístit. Následně se roztočí a objeví se v krbu toho místa kam se chce přemístit, pokud krb není nějak zabezpečený. Všechny krby připojené k Letaxu hlídá Ministerstvo kouzel.

## Letaxový prášek (Letax)
Letaxový prášek jinak nazývaný Letax je fiktivní směs neznámých sypkých složek z příběhů o Harrym Potterovi. Využívá se při cestování skrz Letaxovou síť. Receptura na tento prášek je přísně utajována a jeho složení a návod na jeho přípravu zná jen pár lidí na světě. Jediná firma, které tento recept zná, se nachází ve Velké Británii v Příčné ulici. Zajímavým faktem je, že tato firma ještě nikdy neotevřela své hlavní dveře, aby neunikla ona tajná receptura. Letax byl vynalezen ve 13. století Ignácií Wildsmithovou. Jeho cena zůstává stále stabilní – dva srpce za naběračku.

## Lotroskop
Lotroskop je zařízení, které upozorní kouzelníka točením a rozsvěcením, pokud se v jeho blízkosti vyskytne osoba, které nemůže věřit. Lotroskop může mít spoustu podob. V knize Harry Potter a vězeň z Azkabanu dostal Harry lotroskop v podobě malého skleněného vlčka jako dárek k narozeninám od Rona. V knize Harry Potter a Ohnivý pohár měl lotroskop Alastor Moody. Moodyho lotroskop vypadal jako veliká skleněná káča. Profesor Moody ho musel odstavit (proto byl popraskaný), protože studenti neustále lhali a lotroskop se pořád rozsvěcel.

## Meč Godrika Nebelvíra
Meč Godrika Nebelvíra je meč, který vlastnil Godrik Nebelvír, jeden ze zakladatelů Bradavic. Původně byl vyroben skřety. To mu také dává neobyčejnou schopnost vstřebat do sebe to, co ho posílí a odolávat tomu, co by ho mohlo poškodit (např. nemůže zrezivět nebo se zašpinit, ale může vstřebat baziliškův jed). Nebelvírský student, který je toho hoden, ho dokáže vytáhnout z Moudrého klobouku. Podařilo se to například Harrymu, který s ním ve druhém díle zabil baziliška, nebo Nevillovi, který v sedmém díle s jeho pomocí zabil Naginiho, hada a zároveň viteál lorda Voldemorta. Díky tomu, že do sebe nasál jed baziliška, je meč jednou z mála věcí, která dokáže zničit viteál. V sedmém díle je jeho kopie umístěna v trezoru Lestrangeových v Gringottově bance. Tam ji umístil Severus Snape, pravý originál meče si nechal a tajně ho předal do jezírka Harrymu Potterovi. Na meči je vyobrazen například Merlin, orel a jednorožec.

## Moudrý klobouk
Moudrý klobouk (anglicky Sorting Hat) se používá každoročně při zařazování studentů do jednotlivých kolejí v Bradavicích, do Nebelvíru, Havraspáru, Mrzimoru nebo do Zmijozelu. Poté, co odzpívá píseň (každý rok novou), si jej nasazují prváci. Po chvíli se rozhodne a řekne název koleje, kam studenta pošle. V druhém díle pomohl Harrymu při souboji s baziliškem v Tajemné komnatě – poskytl mu meč Godrika Nebelvíra. V sedmém díle daroval meč Godrika Nebelvíra Nevillovi.

## Myslánka
Myslánka (anglicky Pensieve) je kouzelná nádoba se starobylými runami po obvodu. Slouží jako úložiště nepotřebných či nežádoucích vzpomínek, které se pomocí hůlky přiložené ke spánku vysají z hlavy a to v podobě tenkých provázků zvláštní, bílé konzistence. Do těchto vzpomínek, uložených v Myslánce se lze přemisťovat a stát se tak přímo jejich součástí, tj. sledovat děj vzpomínky a přitom sám nebýt osobami ve vzpomínce spatřen. Bradavický ředitel Albus Brumbál, majitel tohoto kouzelného artefaktu, si pomocí Myslánky velice často ulehčoval od svých myšlenek. Původní název Myslánky – Pensieve, vytvořila autorka z francouzského slova penser (myslet) a anglického sieve (síto). Myslánka může sloužit také jako pomůcka, když Brumbál (nebo někdo jiný, např. Harry) potřebuje nahlédnout do důležité vzpomínky někoho jiného (např. profesora Křiklana v šestém díle).

## Neviditelný plášť
Neviditelný plášť je velice užitečný předmět na porušování školního řádu. Harry jej získal od Brumbála, který ho měl půjčený od Harryho otce Jamese Pottera, který jej zdědil po svém otci atd. až k Ignotu Peverellovi, kterému jej údajně dala Smrt. Harryho neviditelný plášť je skutečný, ostatní pláště jsou opatřeny zastíracím kouzlem nebo upleteny ze srsti polovida, ale ty časem ztrácejí účinek a stoprocentně platí na lidi, ale není jisté, jestli kupříkladu na kočky – ví se, že na mozkomory neplatí.

## Ohnivý pohár
Ohnivý pohár (anglicky Goblet of Fire) je magický předmět využívaný k výběru šampiónů do Turnaje tří kouzelnických škol. Velký nahrubo vyřezaný pohár je také nazývaný jako „Nestranný soudce“. V poháru hoří modré plamínky. Do Ohnivého poháru vhazují studenti pergameny se svým jménem a školou. Při vyhlášení šampiónů pohár „vyplivne“ tři pergameny se jmény a školou. Po skončení turnaje pohár zhasne a rozhoří se až na začátku dalšího turnaje. Než se pohár znovu rozhoří, musí uběhnout třicet let. Jedná se o velmi čaromocný předmět, proto musíte použít velmi silné matoucí kouzlo, abyste ho přiměli vybrat více škol. Tímto způsobem také zařídil Barty Skrk jr., aby pohár vybral Harryho. Pohár se objevil v knize i ve filmu Harry Potter a Ohnivý pohár (Turnaj tří kouzelníků se konal v Bradavicích), kde vybral výjimečně čtyři šampióny – Harryho Pottera (za Bradavice), Cedrica Diggoryho (za Bradavice), Fleur Delacourovou (za Krásnohůlskou akademii) a Viktora Kruma (za školu Kruval).

## Pamatováček
Pamatováček, (anglicky Remembrall) je kulatý předmět. Většinou se hodí zapomnětlivým kouzelníkům. Když se totiž ve skleněném míčku objeví červený kouř (aby se to stalo, musí ho kouzelník držet v ruce), znamená to, že kouzelník na něco zapomněl. Pokud se v Pamatováčku nic neobjeví, je vše v pořádku. V Harrym Potterovi a Kameni mudrců ho od své babičky dostal Neville Longbottom. Jediný problém je, že často ani nevíte, co jste zapomněli.

## Pobertův plánek
Při správném použití ukazuje Pobertův plánek (anglicky Marauder's Map) každého, kdo je v celém hradě kromě komnaty nejvyšší potřeby. Je to v podstatě mapa Bradavického hradu, zobrazující téměř vše včetně tajných chodeb. Ve třetím díle jsme se dozvěděli, že dokonce napovídá kouzla a zaklínadla, která použít. Například Harrymu pomohl, když nevěděl jak se dostat do chodby jednooké čarodějnice. Na plánku se zobrazil on jak poklepává na sochu hůlkou a vyslovuje při tom Dissendium. Tvůrci plánku (James Potter, Remus Lupin, Sirius Black a Peter Pettigrew) se nazývají Pobertové. Plánek se aktivuje tím, že na něj kouzelník klepne kouzelnou hůlkou, a řekne: „Slavnostně přísahám, že jsem připraven ke každé špatnosti.“ Po použití se doporučuje, i když to zřejmě není nezbytné, klepnout na plánek hůlkou a říci: „Neplecha ukončena,“ čímž se obsah plánku skryje. Aby si ho nemohl přečíst kdokoli.

## Ruka slávy
Ruka slávy je předmět černé magie, který prodávají u Borgina & Burkese na Obrtlé ulici. Je to normální useknutá lidská ruka, ale je neobyčejně seschlá asi jako ruka mozkomora. Pokud se do ní vloží svíce či nějaký jiný zdroj světla, tak posvítí jen tomu, kdo ji nese. Ve druhém díle ji koupil Lucius Malfoy svému synovi Dracovi, který ji opět použil v šestém díle, aby se mohli Smrtijedi dostat na astronomickou věž k Brumbálovi.
Když Harry cestoval od Weasleyových pomocí letaxu a místo v Příčné ulici skončil v Obrtlé ulici (konkrétně v obchodě u Borgina & Burkese), jednu takovou ruku viděl a ke své smůle i stiskl. Ta mu stisk velice rychle a silně vrátila a Harry měl co dělat, aby stisk uvolnila.

## Slídivé kukátko
Slídivé kukátko je magické zrcadlo, v němž se míhají přízračné postavy, které nelze rozeznat. Pokud je nějaká z nich opravdu nebezpečná, uvidí kouzelník před zrcadlem bělma jejich očí – může se tedy včas připravit. V knize/filmu Harry Potter a Ohnivý pohár měl Slídivé kukátko učitel Obrany proti černé magii Alastor Moody. Většina předmětů v Moodyho kabinetu byla stará bystrozorská zařízení (Moody býval bystrozorem).

## Viteál
Viteál (anglicky Horcrux) se poprvé objevil v druhé knize Harry Potter a Tajemná komnata, ačkoli pojem viteál byl popsán až v knize šesté, Harry Potter a princ dvojí krve. Voldemort se o viteálech dozvěděl z knih (Čáry nejtemnější) a o jejich fungování se dozvěděl u profesora Horacia Křiklana. Jde o předmět, do kterého černokněžník schová část své duše, aby se stal nesmrtelným. Dokud je tato část vázána na světě, nemůže svět opustit celá duše, čímž se čaroděj stává nesmrtelným. Dokud viteál není zlikvidován, nelze tedy plně usmrtit ani jeho původce. V knize není řečeno jací další černokněžníci vitéaly měli, ale určitě měli jen jeden viteál, Voldemort byl se svými 7 viteály jedinečný. Velký počet viteálů, respektive tolikrát rozpolcená duše, také způsobilo změnu Voldemortovy podoby (hadí nos, téměř žádné rty, šedivá kůže, …).
Jako viteál lze použít zřejmě cokoli, stvořit ho ale lze jen při opovrženíhodném činu, jakým je vražda. Při ní lze roztrhnout svou duši vedví. Voldemort roztrhnul postupně svou duši na 7 dílů (to znamená šest viteálů a jedna část v jeho vlastním těle; Voldemort totiž věřil v magickou moc čísla 7 (viz kniha Princ dvojí krve), jeden byl stvořen neúmyslně, a to po zabití rodičů Harryho Pottera, kdy se kus Voldemortovy duše přichytl na to jediné žijící, na Harryho (proto mluví hadím jazykem a měl Voldemortovy vize). To ovšem Voldemort nevěděl a tak si v Albánii, kde se schovával, vytvořil 7. viteál (osmý kousek duše byl nucen použít) z Nagini.
Voldemort si nevybíral kdejaké předměty. Vybíral takové, jaké mají nějakou magickou moc, či jsou pro něj nějakým způsobem důležité. Použil na ně následující předměty: svůj deník (při smrti Ufňukané Uršuly… zničil ho Harry v Tajemné komnatě), prsten svého dědečka Gaunta (při zabití svého otce, Toma Raddla… zničen Albusem Brumbálem), medailonek Salazara Zmijozela (který vlastnila jeho rodina po generace (sám je potomek Zmijozela)) a který jeho matka prodala za 10 galeonů, aby vůbec přežila… zničen Ronem Weasleym pomocí meče Godrika Nebelvíra), diadém Roweny z Havraspáru (zničen Vincentem Crabbem pomocí zložáru v Komnatě nejvyšší potřeby, avšak ve filmu je zničen zložárem a Harrym), pohár Helgy z Mrzimoru (při smrti Hepziby Smithové... zničen Hermionou pomocí baziliškova zubu v Tajemné komnatě), svého hada Naginiho (…zabil ho Neville Longbottom mečem Godrika Nebelvíra). Harry sám paradoxně ze 7 viteálů zničil pouze jeden (ve filmu dva).
Pokud je kouzelníkovo tělo zničeno, může si za pomoci černé magie vytvořit tělo nové. Dokud se tak nestane (nebo dokud nejsou zničeny všechny viteály) zůstává kouzelník na světě v podobě přízraku, který není schopen interagovat s okolním světem jako například duchové, ale může posednout jiné živé tvory včetně lidí, toto posednutí je ovšem poměrně rychle zabije. Voldemort k tomu použil ve čtvrté knize Harry Potter a Ohnivý pohár maso služebníka (darované dobrovolně), kost otce (darovaná nevědomky) a krev nepřítele (získané násilím – šlo o krev Harryho Pottera). Než si ovšem černokněžník takové tělo opatří, žije jen jakýmsi položivotem a je menší než nejmenší z duchů. Lord Voldemort se právě do tohoto stavu dostal, když použil smrtící kletbu Avada kedavra na Harryho. Kletba se obrátila proti němu a Voldemort zemřel. Část jeho duše se ale přenesla na Harryho, a Harry se tak nechtěně stal sedmým viteálem, což Voldemort nevěděl.
Přestože viteál(y) zaručují nesmrtelnost, používalo je jen velmi málo kouzelníků, následky použití totiž mohou být strašlivé. Čím menší část své duše v sobě kouzelník má, tím více ztrácí lidskou podobu a získává rysy podobné hadovi, pravděpodobná je i ztráta schopnosti cítit pozitivní emoce, přestože není znám žádný vliv na intelekt či magické schopnosti. Po zničení všech Voldemortových viteálů a konečné smrti navíc Voldemort zůstal uvězněný v limbu (místo mezi světem živých a mrtvých), pravděpodobně navěky. Není známo, zda tento osud potká všechny uživatele viteálů, neboť Voldemort byl extrémní případ (6 + 1 viteál a absolutně zničená a rozpadlá část duše v jeho vlastním těle).

## Začarované galeony
V pátém díle rozdávala Hermiona členům Brumbálovy armády falešné peníze se slovy, že tak může Harry svolat další schůzku a nikdo nemůže na nic přijít. Inspirovala se znamením zla.
V šestém díle tento způsob dorozumívání potom používala i Madam Rosmerta, která však byla pod vlivem kletby Imperius, aby dala vědět Dracu Malfoyovi, že Brumbál opustil Bradavice a později, že se vrací rovnou na Astronomickou věž, nad níž čnělo znamení zla.

## Zatemňovač (Zhasínadlo)
Zatemňovač (v prvním díle zván Zhasínadlo) (anglicky Deluminator) je vynález Albuse Percivala Wulfrica Briana Brumbála, lze jím pouhým stisknutím knoflíku zhasnout jakoukoli lucernu a jedním cvaknutím ji zase rozsvítit, vypadá jako stříbrný zapalovač. Poprvé se objevil v prvním díle, kdy jím Brumbál zatemnil Zobí ulici a mohl tak nikým neviděn dořešit Harryho předání Dursleyovým. A poté se objevil v pátém díle, kde jím Pošuk Moody zatemnil Grimmauldovo náměstí.
Dále se objevuje také v sedmém díle, kde jej Brumbál odkazuje ve své závěti Ronovi. Ten objevuje jeho novou schopnost, která je popisována jako světelná koule, která mu vletěla do prsou a dovedla ho zpět k Hermioně a Harrymu.

## Záchranný autobus
Záchranný kouzelnický autobus je fialový třípatrový autobus, sloužící jako dopravní prostředek pro kouzelníky v nouzi. Objevil se ve třetím díle, kde zachránil Harryho před černým psem. Řidičem autobusu je Ernie Bourák a průvodčím Stan Silnička.

## Zrcadlo z Erisedu
Zrcadlo z Erisedu je kouzelné zrcadlo objevující se již v prvním díle. Tomu, kdo do něj pohlédne, neukáže jeho odraz, nýbrž jeho nejhlubší přání a touhy. Traduje se, že mnozí před ním strávili velkou část svého života nebo dokonce zešíleli. Harry objeví zrcadlo díky svému příteli Ronovi a v závěru prvního dílu pomocí něj v zápase přemůže lorda Voldemorta. Harry Potter v něm viděl své rodiče živé, Ron sebe sama vystoupivšího ze stínu svých bratrů.